# 南诏镇明代石牌坊群
南诏镇明代石牌坊群位于中国福建省漳州市诏安县南诏镇（原明清诏安县城内），为列入福建省文物保护单位的七座明代石牌坊的总称，分别为夺锦坊（又名夺锦世科坊）、百岁坊（又名百寿坊）、天宠重褒坊、父子进士坊、冏卿貤典坊、诰敕申貤坊和关帝坊（按时间先后顺序排列），均为花岗岩仿木结构石牌坊，其中六座位于原连接县城东西两门之间的主街县前街—东门街之上，有“明代牌坊一条街”之称，百岁坊则位于原北门附近。该牌坊群被单士元、郑孝燮评价为“如此密集、完整的石牌坊群在国内亦属罕见，具有很高的历史文化价值”。

## 建设历史
诏安地原属漳浦县，明嘉靖九年（1530）自漳浦析出原二、三、四、五都之地置诏安县，属漳州府，县城则沿用弘治十七年（1504）所拓建的南诏守御千户所城，设有四门，东西两门以县前街-东门街贯通，南北两门则分别以鉴塘巷和圣祖街连接。置县后的历任知县多重视儒学教育，使当地民风渐开、文风渐盛，科举中式者较置县之前大大增加，有“海滨邹鲁”之称，在城内主要街道上树立牌坊，“一以树风声，一以耀观瞻”，宣扬个人业绩成为风气。在诏安县姓氏构成中，城内以沈氏与许氏为大姓，并具有同姓聚居的特点，牌坊所表彰的人物也主要出自两大姓氏。
明代诏安县境内共立有牌坊近30座，其中立于城内的牌坊近20座，最早的牌坊为建于成化（一说为正德）时期的夺锦坊。明代牌坊按性质可分为两类，一类为职官为公共场所立，与县衙、文庙等重要公共建筑相关，如保厘坊、文明坊、崇正学坊、育英才坊、文昌阁坊、儒林坊、三俊坊和关帝坊，另一类则为宣扬个人功名功德，多与科举相关，包括夺锦坊、百岁坊、天宠重褒坊、父子进士坊、冏卿貤典坊、诰敕申貤坊，以及已不存的省元坊、世恩坊和春官邦伯坊。
与明代不同，清代诏安县境内所立牌坊达70座，除五座寿坊外，其他均为节孝坊。其中城内一座，位于十字街，立于乾隆四十四年。
现状城内存石牌坊共八座，包括建于明成化至天启年间的牌坊七座和建于清代的节孝坊，其中七座明代牌坊的立坊年代、缘由及相关记载如下表：
| 名称       | 地址与坐标 | 立坊年代                                       | 立坊缘由 | 《康熙诏安县志》相关记载                                                           | 《民国诏安县志》相关记载                                       | 备注                 |
| ---------- | --- | ---------------------------------------------- | --- | ---------------------------------------------------------------------------------- | -------------------------------------------------------------- | -------------------- |
| 夺锦坊     | 东门社区夺锦街北端，夺锦街、东门街与城内街交界处，东西向横跨夺锦街。 23°42′22″N 117°11′16″E / 23.70609°N 117.18772°E         | 一说为明成化四年（1468），一说为明正德年间。   | 邑人许潜中明成化四年（1468）戊子科举人，即所谓“夺锦”，其子许判中明正德二年（1507）丁卯科举人，孙许选中明正德五年（1510）庚午科举人，即所谓“世科”。 | 在旧仓前街、为举人许潜、许判、许选立。                                             | 在旧仓前街，今五谷帝庙、文昌宫前，为明举人许潜、许判、许选立。 | 立坊时诏安尚未置县。 |
| 百岁坊     | 圣祖街北段东侧小巷内，威惠王庙前，南北向纵跨巷道。 23°42′29″N 117°11′13″E / 23.70796°N 117.18706°E                           | 明万历八年（1580）                             | 邑人沈仲选享寿百岁。 | 在北关内，为冠带寿民沈仲选立。                                                     | 在北关内，即今威惠王庙前，为明冠寿民沈仲选立。                 |                      |
| 天宠重褒坊 | 东门社区东门中街居委会门前，沈氏家庙前东侧，南北向纵跨东门中街。 23°42′24″N 117°11′18″E / 23.70657°N 117.18820°E             | 明万历十二年（1584）                           | 邑人沈鈇为明万历二年甲戌科（1574）进士，官江西九江府知府，其父沈玺赠承德郎、南京户部主事。                                                         | 在旧南诏驿东，为封户部主事中宪大夫知府沈玺立。                                     | 在旧南诏驿东，为明封户部主事中宪大夫沈玺立。                   |                      |
| 父子进士坊 | 西门社区县前街原县署外东侧，南北向纵跨县前街。 23°42′23″N 117°11′04″E / 23.70635°N 117.18454°E                               | 明万历十三年（1585）                           | 邑人胡文为明嘉靖三十五年（1556）丙辰科进士，子胡士鳌为万历十年（1577）丁丑科进士。                                                                 | 在县前街，为明嘉靖丙辰胡文、万历丁丑胡士鳌立。                                     | 在县前街，为明进士胡文、子进士胡士鳌立。                       |                      |
| 冏卿貤典坊 | 东门社区东门中街灵侯庙西侧20米处，南北向纵跨东门中街。 23°42′25″N 117°11′20″E / 23.70682°N 117.18888°E                       | 明万历十五年（1587）                           | 邑人胡文为明嘉靖三十五年（1556）丙辰科进士，官云南按察司副使，其父胡清赠承德郎、南京太仆寺寺丞，冏卿为太仆卿别称。                                 | 在东门大街，为封太仆寺寺丞胡清立。                                                 | 在东门内，为明太仆寺寺丞胡清立。                               |                      |
| 诰敕申貤坊 | 东门社区东门中街西端，沈氏家庙前西侧，原南北向纵跨东门中街，今已围入民房内。 23°42′23″N 117°11′16″E / 23.70635°N 117.18777°E | 明万历三十年（1602）                           | 邑人沈水为明隆庆元年（1567）丁卯科举人，其父沈一鲤赠奉直大夫、广东化州知州。                                                                       | 在旧南诏驿西，为赠知县加知州沈一鲤立。                                             | 在旧南诏驿西，为明赠知县加知州沈一鲤立。                       |                      |
| 关帝坊     | 西门社区县前街武庙前埕西南处，南面县前街。 23°42′24″N 117°10′57″E / 23.70662°N 117.18254°E                                   | 明天启五年（1625），清乾隆五十八年（1793）重修 | 为关帝庙所属牌坊。 | 在西关内，朱文公祠左，帝庙坐西朝东，坊坐北朝南，坊阴扁正气行空（应为在之误）四字。 | 在西关内，坊阴有正气行在，明天启五年知县朱训题。               |                      |

## 牌坊形制
七座明代牌坊中除关帝坊为一间两柱式外，其他均为三间四柱式，顶单檐歇山式加两坯，其中立于明万历年间的天宠重褒坊、父子进士坊、冏卿貤典坊和诰敕申貤坊在规模、形制和装饰题材方面极为相似，各坊的题刻和图片如下：
夺锦坊
通高5米，南面坊匾题刻“夺锦”，坊额题刻“成化戊子科许潜立”，北面坊匾题刻“世科”，柱脚置夹杆石，柱头置大栌斗，斗栱为一斗三升式，坊与文昌宫（原明代漳潮巡检司，清同治十年（1871）改建文昌宫）正对，坊南道路以坊命名为夺锦街。
- 夺锦坊南侧，坊下即夺锦街
- 夺锦坊南侧，示题刻
- 夺锦坊北侧，西次间已被围入民房
- 夺锦坊北侧，示仿木斗栱承托屋檐的方式，可见少量构件缺失

百岁坊
通高5.5米，坊匾两面均题“百岁坊”，坊额署“明万历庚辰秋为冠带寿民沈仲选立”，梁枋雕饰有花卉等图案。
天宠重褒坊
通高9.5米，上悬“恩荣”字匾，中挂“天宠重褒”坊匾，两旁各嵌一青石，上刻为其立坊者，额枋两面均署“为万历甲戌科进士沈鈇父敕赠南京户部主事沈玺立”，明间与次间顶部分别置鱼尾翘脊和卷云翘脊，梁坊雕饰有松鹤、鲤鱼、莲瓣、花卉、云纹和水纹等图案，父子进士坊、冏卿貤典坊、诰敕申貤坊的雕饰元素均与之类似，但无鲤鱼和水纹，柱脚原置石狮（已失）。
- 天宠重褒坊西侧，坊下即东门街
- 天宠重褒坊东侧，次间已被砌入民房
- 天宠重褒坊东侧顶部
- 天宠重褒坊东侧仰视，示额枋题刻及装饰，与西侧有所不同

父子进士坊
通高9.6米，上悬“恩荣”字匾（已失），中挂“父子进士”坊匾，两旁各嵌书写立坊者的青石（今失其一），额坊两面均署“嘉靖丙辰科胡文万历丁丑科胡士鳌”、“万历十三年乙酉季冬吉旦立”，柱脚置石狮与夹杆石。
- 父子进士坊西侧，坊下即县前街
- 父子进士坊东侧，南次间已残
- 父子进士坊东侧仰视，示题刻及装饰
- 父子进士坊北侧
- 父子进士坊东侧，柱脚狮子
- 雌狮
- 雄狮

冏卿貤典坊
通高9.2米，上悬“恩荣”字匾，中挂“冏卿貤典”坊匾（已失），两旁各嵌书写立坊者的青石（今全失），额枋署“敕赠南京太仆寺寺丞胡清”，柱脚原置石狮（已失）。
- 冏卿貤典坊西侧，坊下即东门街
- 冏卿貤典坊东侧，次间已被砌入民房
- 冏卿貤典坊东侧顶部，匾额仅“恩荣”尚在
- 冏卿貤典坊东侧顶部侧面，示额枋题刻

诰敕申貤坊
通高9.5米，上悬“恩荣”字匾（已失），中挂“诰敕申貤坊”坊匾（已失），两旁各嵌书写立坊者的青石，额坊署“敕赠直大夫、化州知州沈一鲤立”（字已模糊，能辨识“大夫化州知州”六字），因被砌入民房，底部状况不明。
- 诰敕申貤坊东侧，今已被整体砌入民房
- 诰敕申貤坊顶部，“恩荣”与“诰敕申貤坊”坊匾均已失
- 诰敕申貤坊顶部，额枋可辨识六字
- 额枋上的仙鹤云纹

关帝坊
为县城内关帝庙（又名西门武庙、西山夫子庙，创建于明嘉靖年间）所属，沿坊下巷道可通关帝庙。坊通高5.5米，南面坊匾题刻“关帝坊”，并署“知诏安县事楚荆朱训南诏所印张绳武同立”，大额枋署“天启五年乙丑孟冬吉旦立”，右边石柱镌书“庙坊因风雨损坏乾隆五十八年四月日监生黄廷举捐修”，北面坊匾题刻“正气行在”。
- 关帝坊南侧题刻
- 关帝坊南侧题刻

## 保存状况
现状大部分牌坊主体基本保存完整，但存在局部构件失落（主要表现在底部的石狮和中部的字匾部分）和底部被砌入民房的问题。残损最为严重者为父子进士坊，因抗战期间（1939年7月）遭日机轰炸，南侧石柱及中下梁的一部分被炸断丢失。诰敕申貤坊和百岁坊的北半部分已被砌入民房内，夺锦坊、天宠重褒坊和冏卿貤典坊的次间也已被民房所封堵。